# Station Hagen (Han)
Station Hagen (Han) (Haltepunkt Hagen (Han)) is een spoorwegstation in de Duitse plaats Hagen in de deelstaat Nedersaksen. Het station ligt aan de spoorlijn Wunstorf - Bremerhaven en het ligt hemelsbreed een kilometer buiten het dorp Hagen.

## Indeling
Het station heeft twee zijperrons, welke niet zijn overkapt maar voorzien van abri's. De perrons zijn te bereiken vanaf de straat Zum Bahnhof, in deze straat is er ook een overweg om de overkant te bereiken. Aan de oostzijde van de sporen is er een parkeerterrein en een fietsenstalling. 

## Verbindingen
Het station is onderdeel van de S-Bahn van Hannover, die wordt geëxploiteerd door DB Regio Nord. De volgende treinserie doet het station Hagen (Han) aan:
| Serie | Treinsoort             | Route                                                                                    | Bijzonderheden                     |
| ----- | ---------------------- | ---------------------------------------------------------------------------------------- | ---------------------------------- |
| S2    | S-Bahn (DB Regio Nord) | Nienburg (Weser) – Hagen (Han) – Seelze – Hannover Hbf – Weetzen – Barsinghausen – Haste | Zondags alleen Nienburg - Hannover |